# Fort W XV „Borek”
Fort W XV „Borek” – fort pancerny obrony bliskiej Twierdzy Przemyśl, o konstrukcji betonowo-murowano-ziemnej, znajdujący się obok miejscowości Siedliska.
Zbudowany został w latach 1892–1900. Został częściowo wysadzony w powietrze w 1915, po II oblężeniu Twierdzy Przemyśl. Częściowo rozebrany w latach 1920–1930. 
 Obiekt wpisany jest do rejestru zabytków pod nr rej.: 312 z 30.06.1971

## Literatura
- „Zabytki architektury i budownictwa w Polsce. Nr 33. Województwo przemyskie”, Warszawa 1998, ISBN 83-86334-57-6